# Diocesi di Ida di Licaonia
La diocesi di Ida di Licaonia (in latino Dioecesis Hydensis in Lycaonia) è una sede soppressa del patriarcato di Costantinopoli e una sede titolare della Chiesa cattolica.

## Storia
Ida di Licaonia, identificabile con Karapinar nel distretto di Konya nell'odierna Turchia, è un'antica sede episcopale della provincia romana della Licaonia nella diocesi civile di Asia. Faceva parte del patriarcato di Costantinopoli ed era suffraganea dell'arcidiocesi di Iconio.
La diocesi è documentata solamente in alcune Notitiae Episcopatuum del patriarcato di Costantinopoli del IX secolo.
Sono quattro i vescovi attribuiti a questa antica diocesi. Teodosio partecipò al primo concilio di Costantinopoli nel 381; il suo nome appare anche tra i testimoni nel testamento redatto da Gregorio di Nazianzo il 31 maggio 381. Rufo figura tra i padri che presero parte al concilio di Calcedonia nel 451. Giovanni intervenne al sinodo riunito a Costantinopoli il 20 luglio 518, durante il quale fu inviata una petizione al patriarca Giovanni II perché rompesse i suoi legami con Severo di Antiochia e ristabilisse l'ortodossia calcedonese. In una chiesa di Gölören è stato rinvenuto un capitello con il monogramma del vescovo Teone, databile al VI secolo.
Dal 1933 Ida di Licaonia è annoverata tra le sedi vescovili titolari della Chiesa cattolica; il titolo finora non è stato assegnato.

## Cronotassi dei vescovi greci
- Teodosio † (menzionato nel 381)
- Rufo † (menzionato nel 451)
- Giovanni † (menzionato nel 518)
- Teone † (VI secolo)